# حسن بای دوسماتوف
حسن بای دوسماتوف (انگلیسی: Hasanboy Dusmatov؛ زادهٔ ۲۴ ژوئن ۱۹۹۳) بوکسور اهل ازبکستان است.
وی در مسابقات کشوری و بین‌المللی در مجموع برندهٔ ۴ مدال طلا، ۲ مدال نقره شده‌است.